# 神野清一
神野 清一（じんの きよかず、 1940年12月 -  ）は、日本の歴史学者。中京大学教養部教授。専門は日本古代史。長屋王家木簡の奴婢についての研究で有名。
愛知県出身。1964年、名古屋大学文学部史学科卒業。1971年、名古屋大学大学院文学研究科博士課程単位取得満期退学。

## 著書
- 『律令国家と賤民』（吉川弘文館、1986年）
- 『日本古代奴婢の研究』（名古屋大学出版会、1993年）
- 『日本古代史新講』（梓出版社、1994年）梅村喬との共編
- 『卑賤観の系譜』（吉川弘文館、1997年）